# Hauptwerk (Orgel)

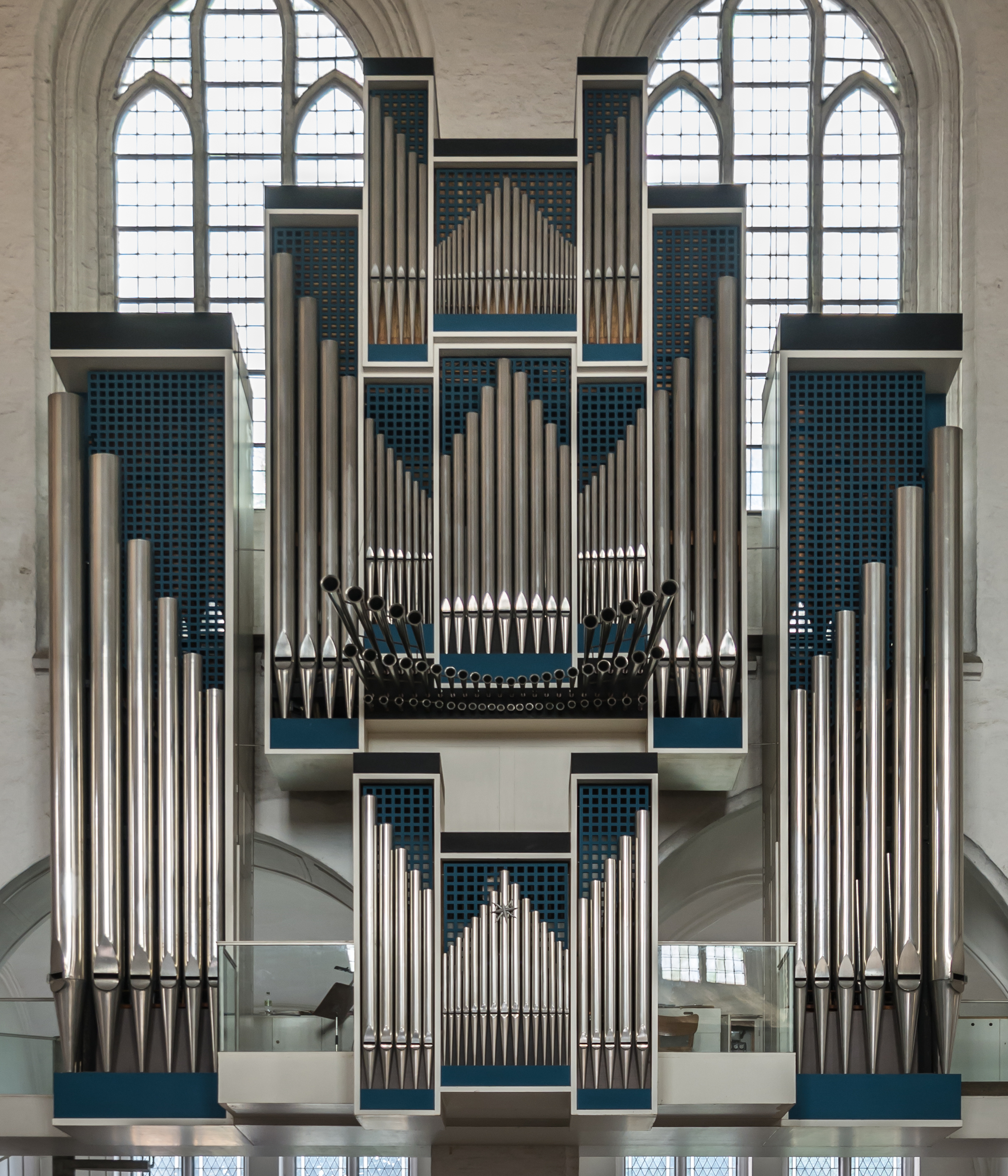
Zentral das Hauptwerk unter dem kleineren Oberwerk und über dem Rückpositiv, flankiert von den beiden Pedaltürmen (Lübecker Dom)

Das Hauptwerk (englisch great organ, italienisch grand’ organo, spanisch gran organo, französisch grand orgue, niederländisch hoofdwerk) ist das grundlegende Werk einer Orgel. Baulich ist es zentral zwischen weiteren Teilwerken angeordnet. Es beherbergt in der Regel die meisten und tiefsten Register der Manualwerke und ist dadurch das kräftigste und größte Manualwerk. Klanglich charakteristisch ist der Prinzipalchor, der zusammen mit den gemischten Stimmen das Plenum bildet.

## Geschichte
Die Notwendigkeit, die verschiedenen Werke der Orgel sprachlich zu unterscheiden, besteht erst seit der Spätgotik, als mehrmanualige Instrumente entstanden.
Ab dem 14. Jahrhundert wurden Orgeln mit zwei Manualen und Pedal und ab dem 15. Jahrhundert, als das Rückpositiv erfunden wurde, mit drei Manualen gebaut.
Vor der Erfindung der Schleifladen und Springladen im 14. Jahrhundert, die erst das separate Spiel einzelner Register ermöglichte, wurde das Hauptwerk als Blockwerk gebaut. In diesem lautstarken Prinzipalwerk erklangen die Prinzipale zusammen mit den mehrchörigen Mixturen und Zimbeln. Es wurde in der Spätgotik als „das große Werk“, „das Prinzipalwerk“ oder „le grant ouvraige“ bezeichnet. Die Nebenwerke (Oberwerk, Brustwerk und Rückpositiv) standen in klanglichem Kontrast zum Hauptwerk, was durch den Einsatz höherer Register und anderer Klangfarben wie Flöten, Aliquoten und kurzbechrigen Zungenstimmen erzielt wurde.
Der nordeuropäische Orgelbau wurde im Zeitalter der Renaissance und des Barock vom niederländisch-norddeutschen Orgeltypus dominiert. Mit Arp Schnitger erreicht das Werkprinzip seine Blütezeit. In räumlich getrennten Gehäusen entfalten die einzelnen Werke ihren jeweils eigenen Klang. Das Rückpositiv spiegelt in verkleinerter Form gerne das Hauptwerk wider und ist diesem mit einem eigenen Plenum auch klanglich ebenbürtig. Freilich klingt es aufgrund von Standort, Disposition und Mensuration unmittelbarer, schlanker und brillanter.
Gottfried Silbermann baute dagegen keine Rückpositive. Stattdessen tritt bei seinen Instrumenten das Oberwerk dem Hauptwerk als „großes“ Positiv klanglich zur Seite, während ein drittes Manualwerk dynamisch deutlich abgestuft ist und sich durch einen andersartigen Klangcharakter auszeichnet. Nach Silbermann sollte das Hauptwerk „gravitätisch“, das Oberwerk „scharf und penetrant“, das Brustwerk „delikat und lieblich“ und das Pedalwerk „stark und durchdringend“ klingen. Während im klassischen Orgelbau also ein Nebenwerk an das Hauptwerk heranreichen sollte, traten die anderen Manualwerke zurück.
Im romantischen Orgelbau wurde ab der zweiten Hälfte des 19. Jahrhunderts dieses Prinzip aufgegeben, und es kam zu einer dynamischen Staffelung mit den lautesten Registern auf dem ersten Manual und den schwächsten auf dem obersten Manual. Auch im süddeutschen Orgelbau ist das Positiv dem Hauptwerk nicht gleichwertig und weist statt des Prinzipalchors Flötenstimmen auf.

## Klang
Das Hauptwerk verfügt unter den Manualwerken über die meisten Prinzipalregister. Es basiert meist auf dem Prinzipal in Acht-Fuß-Lage (8′), der traditionell mit den sichtbaren Pfeifen im Prospekt steht. Kleinere Orgeln beruhen auf dem Prinzipal 4′, der gegenüber dem 8′ nur halb so lang ist und entsprechend eine Oktave höher klingt. Große Orgeln haben einen Prinzipal 16′ als Basis. Die Klangkronen bilden mit dem Prinzipalchor das „volle Werk“, den typischen Organo-pleno-Klang. Zum „Silberklang“ der Mixturen gesellt sich der strahlende „Goldklang“ der Trompeten. Je nach Größe und Konzeption der Orgel treten Flötenstimmen (der Weitchor) und langbechrige Zungenregister hinzu, um auch im Hauptwerk ein solistisches Spiel und ein Triospiel mit zwei ebenbürtigen Manualen zu ermöglichen. Streicherstimmen kamen im norddeutsch-niederländischen Orgelbau erst zu Beginn des 18. Jahrhunderts auf und fanden im süd- und mitteldeutschen Raum breiteren Eingang. Prinzipalische Aliquotregister finden sich im barocken Orgelbau vor allem bei kleineren Orgeln im Hauptwerk, wo die Sesquialtera zum Terzplenum und nicht als Solostimme dient. Bei größeren Orgeln steht der Tertian im Hauptwerk. Während die Quinte als 2 2⁄3′ oder 1 1⁄3′ gebaut wird, ist bei der Terz der 1 3⁄5′ üblich; im französischen Orgelbau des Barock hingegen die tiefe Terz 3 1⁄5′, die weitmensurierte „Grosse Tierce“.
Im italienischen Orgelbau wird der Klang weithin von verschiedenen Prinzipalstimmen in den unterschiedlichsten Tonlagen beherrscht (Reihenstilorgel). Flötenstimmen werden nur wenig und Zungenstimmen selten gebaut. Hingegen favorisierte der spanische Orgelbau mehrmanualige Instrumente mit verschiedenen Nebenwerken. Eine Besonderheit auf der iberischen Halbinsel sind ab etwa 1700 die sogenannten Spanischen Trompeten (Lengüetería oder Trompetería), die horizontal aus dem Prospekt unterhalb des Hauptwerks herausragen. Für Frankreich ist der Ausbau des Trompetenchors kennzeichnend, der im Zeitalter der Romantik bei Aristide Cavaillé-Coll seinen Höhepunkt erreichte. Er erfand die Trompette harmonique mit doppelt so langen Schallbechern. Neben das Prinzipalplenum (plein jeu) tritt im Hauptwerk das Zungenplenum (grand jeu).

## Technik
Entsprechend der hohen Registerzahl ist die Windlade des Hauptwerks in der Regel die größte. Manchmal werden im Hauptwerkgehäuse auch Register aus anderen Werken aufgestellt. So können hier bei kleinen Orgeln die Pedalregister unterkommen. Das Hinterwerk steht im hinteren Bereich des Gehäuses vom Hauptwerk, wenn es kein eigenes (offenes) Gehäuse hat.
Die zentrale Rolle des Hauptwerks ist auch daran erkennbar, dass die anderen Werke an das Hauptwerk angekoppelt werden können. Selbst wenn das Pedal nicht mit allen Manualwerken durch Koppeln verbunden werden kann, ist standardmäßig meist eine Koppel zum Hauptwerk angelegt. Verfügt eine Orgel über kein selbstständiges Pedal, ist es ans Hauptwerk angehängt oder fest angekoppelt.
Bei zweimanualigen Orgeln wird das Hauptwerk meist vom ersten (unteren) Manual gespielt. Ist ein Rückpositiv vorhanden, wird dieses aufgrund der technischen Anlage dem unteren Manual zugeordnet, damit es zu keiner Überkreuzung der Traktur kommt. Bei Orgeln mit drei oder mehr Manualen ist oft das zweite Manual für das Hauptwerk vorgesehen, auch wenn kein Rückpositiv vorhanden ist.
Wie in England sind die spanischen Orgeln im Coro (Binnenchor), dem abgetrennten Bereich hinter der Vierung, auf dem Chorgestühl zwischen zwei Säulen aufgestellt, nicht selten in zwei symmetrischen Teilwerken auf der Evangelien- und Epistelseite. Dadurch bedingt gibt es statt des Brustwerks ein Hinterwerk, das hinter dem Hauptwerk errichtet ist, und statt des Rückpositivs ein Unterwerk.